# Cerkiew Kazańskiej Ikony Matki Bożej i św. Proroka Eliasza w Wojsławicach
Cerkiew Kazańskiej Ikony Matki Bożej i św. Eliasza – prawosławna cerkiew filialna w Wojsławicach. Należy do parafii św. Jana Teologa w Chełmie, w dekanacie Chełm diecezji lubelsko-chełmskiej Polskiego Autokefalicznego Kościoła Prawosławnego.
Świątynie prawosławne znajdowały się w Wojsławicach od początku istnienia miejscowości, tj. od XV wieku. Obecnie istniejący budynek został wzniesiony w stylu barokowym w latach 1771–1774 jako świątynia unicka. Siedzibą parafii prawosławnej stał się w okresie likwidacji unickiej diecezji chełmskiej. Parafia wojsławicka działała nieprzerwanie do wysiedleń miejscowej ludności ukraińskiej wyznania prawosławnego w latach 40. XX w., gdy z braku wiernych została zlikwidowana. Porzucona cerkiew, użytkowana jako magazyn, ulegała stopniowej dewastacji. Dopiero na przełomie XX i XXI w. odremontowano ją, jednak brak ludności prawosławnej w miejscowości sprawił, że jest otwierana do celów kultowych jedynie okazjonalnie. We wnętrzu cerkwi nie ma ikonostasu, a jedynym elementem pierwotnego wyposażenia przechowywanym w świątyni jest zabytkowa kadzielnica.

## Historia

### Pierwsze świątynie w Wojsławicach
Pierwsza cerkiew w Wojsławicach została odnotowana już w akcie lokacyjnym Wojsławic ok. 1440. Nosiła wezwanie św. Eliasza. Była to świątynia drewniana, została najprawdopodobniej zniszczona w czasie najazdu tatarskiego. Kolejna cerkiew pod tym samym wezwaniem powstała przed 1508. W XVI w. w miejscowości istniały trzy prawosławne świątynie, do których uczęszczało 2600 osób. Według Janczykowskiego przy cerkwi św. Eliasza funkcjonował prawosławny klasztor.

### Cerkiew z 1771
Obecnie znajdująca się w Wojsławicach cerkiew została wzniesiona w latach 1771–1774 w stylu barokowym. Jej fundatorką była Marianna z Daniłowiczów. W momencie budowy była to świątynia unicka. Obiekt był murowany, jedynie przedsionek świątyni wybudowano z drewna. W 1841 ta część budowli została przebudowana i od tego momentu murowana była cała cerkiew.
Obiekt pozostawał siedzibą parafii unickiej do likwidacji unickiej diecezji chełmskiej. Parafia wojsławicka została przyłączona do wikariatu chełmskiego prawosławnej eparchii chełmsko-warszawskiej rok przed formalną kasatą diecezji, w 1874. W 1880 w jej wnętrzu wykonany został zespół fresków autorstwa Michała Olechwiera. W kolejnej dekadzie świątynia została odremontowana. Przed I wojną światową wybudowano w jej sąsiedztwie murowaną dzwonnicę.

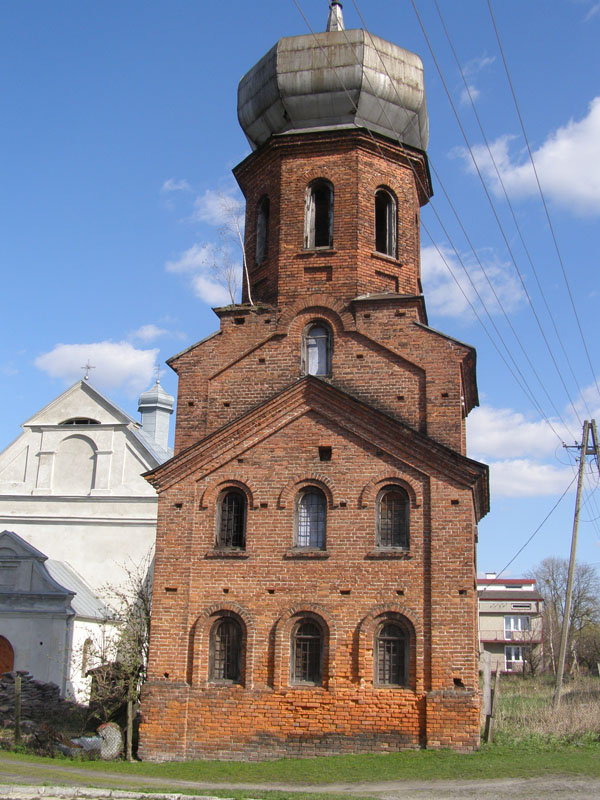
Dzwonnica przy cerkwi

Po odzyskaniu przez Polskę niepodległości cerkiew w Wojsławicach od początku mogła funkcjonować jako siedziba legalnej (etatowej) parafii prawosławnej. W 1919 Ministerstwo Wyznań Religijnych i Oświecenia Publicznego uwzględniło ją na liście świątyń przewidywanych do otwarcia. W połowie 1921 w Wojsławicach działała już parafia, jedna z czternastu placówek duszpasterskich tworzących dekanat chełmski diecezji warszawsko-chełmskiej i zarazem jedna z trzynastu świątyń prawosławnych w powiecie chełmskim.

### Po II wojnie światowej
Cerkiew w Wojsławicach funkcjonowała do lat 40. XX w., gdy prawosławni mieszkańcy, narodowości ukraińskiej, zostali deportowani, a świątynia przestała spełniać dotychczasowe funkcje. Całe wyposażenie świątyni wywiózł z Wojsławic prawosławny duchowny.
Porzucona cerkiew została zaadaptowana na magazyn środków chemicznych, następnie składowano w nim paliwa i smary. Przechowywane w obiekcie substancje doprowadziły do zniszczenia zabytkowych fresków. W tym samym czasie zniszczone zostało ogrodzenie otaczające teren cerkiewny oraz prawosławny cmentarz. W dzwonnicy świątyni, na dolnej kondygnacji, urządzono sklep, a następnie poczekalnię PKS. Następnie dzwonnica została całkowicie porzucona.
Od lat 60. XX wieku w obiekcie znajdował się magazyn muzealny. Zmiana przeznaczenia budynku nie przełożyła się na większą dbałość o jego stan techniczny, resztki fresków nadal ulegały degradacji. W latach 80. XX wieku niszczejącą świątynią zainteresowały się lokalne władze, które postanowiły do 1990 doprowadzić ją do takiego stanu, by ponownie mogła zostać otwarta do celów kultowych. Remont budowli podjęto jednak dopiero w latach 90. XX wieku, w dodatku został on przerwany z powodu braku funduszy. W czasie nieudolnie prowadzonych prac ostatecznie zniszczono freski Olechwiera, a ze świątyni zdjęto tynk. W latach 90. XX wieku w odniesieniu do świątyni zaczęto posługiwać się wezwaniem Kazańskiej Ikony Matki Bożej, które pierwotnie nosiła zniszczona w 1938 drewniana kaplica prawosławna przy ulicy Grabowieckiej. Nową, tym razem udaną, renowację cerkwi przeprowadzono na początku XXI w. z inicjatywy prawosławnej diecezji lubelsko-chełmskiej. W latach 2007–2009 w budynku kilkakrotnie odbywały się koncerty.
W 2009 po raz pierwszy od 1944 w budynku odbyło się nabożeństwo (wielka wieczernia), które stanowiło część Spotkań Trzech Kultur organizowanego przez Stowarzyszenie Miłośników Wojsławic. Nabożeństwo takie odbywa się w czasie każdej kolejnej edycji tej corocznej imprezy. W 2012 w Wojsławicach miała miejsce pierwsza od czasu wysiedleń Święta Liturgia. W miejscowości nie mieszkają już wyznawcy prawosławia, toteż poza szczególnymi okazjami nabożeństwa nie są odprawiane.

## Architektura
Cerkiew w Wojsławicach została wzniesiona z cegły, w stylu barokowym. Posiada przedsionek, jedną nawę, wielobocznie zamknięte prezbiterium i zakrystię. Chór muzyczny w świątyni wspierają dwa murowane filary. Zewnętrzne ściany świątyni rozczłonkowane są pilastrami w porządku toskańskim, podpierającymi profilowany gzyms. Cerkiew kryta jest blaszanym dachem, na którym znajduje się cebulasty hełm. Przed II wojną światową fasadę świątyni zdobiły wizerunki św. Mikołaja, św. Eliasza oraz Matki Bożej (oparty na kompozycji Wasniecowa z soboru św. Włodzimierza w Kijowie). Znajdowały się na niej również cerkiewnosłowiańskie napisy Błagosłowien griadyj wo imia Gospodnie oraz Oswiati lubiaszczych błagolepije domu Twojego (Błogosławiony, który idzie w imię Pańskie oraz Uświęć miłujących wspaniałość domu Twego).
Przed zamknięciem cerkwi po wywózkach wiernych w świątyni znajdował się czterorzędowy ikonostas. Od czasu jego wywiezienia do świątyni nie wstawiono nowego. Wiadomo również o dwóch eksponowanych przed ikonostasem kiotach z wizerunkami Chrystusa Zbawiciela oraz z kopią Chełmskiej Ikony Matki Bożej. Z pierwotnego wyposażenia świątyni przetrwała kadzielnica. Pojedyncze ikony przechowywane pierwotnie w cerkwi są do niej okazjonalnie przenoszone, w dniach, gdy w Wojsławicach odbywają się nabożeństwa. W czasie IV Spotkań Trzech Kultur w 2012 w świątyni eksponowano kopię ikony św. Mikołaja z jednej z cerkwi w Wojsławicach.
Cerkiew wpisano do rejestru zabytków 31 stycznia 1970 pod numerem A/478.